# Pac-Man (personnage)
 (juin 2015).
Si vous disposez d'ouvrages ou d'articles de référence ou si vous connaissez des sites web de qualité traitant du thème abordé ici, merci de compléter l'article en donnant les références utiles à sa vérifiabilité et en les liant à la section « Notes et références ».
Pour les articles homonymes, voir Pac-Man (homonymie).
Pac-Man est un personnage apparaissant dans le jeu vidéo éponyme créé par Tōru Iwatani.

## Description
Pac-Man est l'un des premiers personnages de jeu vidéo, et, avec Mario, Link et Mega Man l'un des plus reconnaissables et emblématiques. Dans les jeux d'arcade originaux, il est de couleur jaune et est comparable à un camembert qui se déplace en se nourrissant de pac-gommes.
C'est dans Professor Pac-Man, sorti en 1983, qu'il apparaîtra avec des membres pour la première fois.

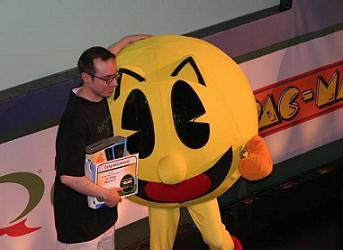
Carlos Borrego, vainqueur du premier championnat du monde de Pac-Man de New York en 2007, aux côtés d'un acteur déguisé en Pac-Man.

Dans la plupart de ses adaptations en 3D, il a des yeux noirs (ses yeux le représentant dans son apparence originelle), un nez cylindrique, des bras, des gants orange, des jambes et des bottes rouges. Pac-Man possède également une langue.
Dans la série télévisée de 1982, il porte un chapeau rouge ; dans la série télévisée de 2013, Pac-Man apparaît cette fois-ci sans chapeau, mais il a désormais les yeux bleus.
Il apparaît comme personnage jouable dans Super Smash Bros. for Nintendo 3DS / for Wii U en 2014 et dans Super Smash Bros. Ultimate en 2018 sur Nintendo Switch. Pac-Man et les fantômes sont également présent comme personnages jouables dans Sonic Racing: Crossworlds.
Ce personnage apparaît également dans Les Mondes de Ralph en tant que personnage figurant non important.

## Désigne et concept
Les origines de Pac-Man suscitent des débats. D'après son créateur, Toru Iwatani, l'idée lui est venue en observant une pizza à laquelle il manquait une tranche, ce qui lui a inspiré l'image d'une « pizza animée parcourant un labyrinthe et dévorant des objets grâce à sa bouche en forme de tranche absente ». Cependant, lors d'une interview en 1986, il a expliqué que la conception du personnage s'inspirait également de la simplification et de l'arrondissement du caractère japonais représentant une bouche, kuchi (口).
Le nom du personnage provient de paku-paku (パクパク), une onomatopée japonaise évoquant l'action d'engloutir quelque chose,. Initialement écrit en anglais sous la forme « Puck-Man », le nom a été modifié en « Pac-Man » lors de la localisation du jeu aux États-Unis par Namco, afin d'éviter que des vandales ne transforment le « P » de « Puck » en « F ».

## 40 ans de Pac-Man
En 2020, le Mint de Niue décida d'émettre 1 pièces de 2 Dollars Néo-Zélandais de 1 once soit 31,107g et de 39 mm de diamètre, vendu en individuelle en Argent 999,9 ‰ sous le thème "40 ans de Pac-Man" pour un tirage limité. La conception du champ du revers de ladite pièce montre Pac-Man avec un grand sourire, poursuivi par un fantôme; exactement comme la jaquette de la borne d'arcade d'origine. Se présente au dessus d'eux l'inscription "40", "PAC-MAN" et "40th Anniversary" en police de caractère officielle de 'Pac-Man'; suivi en dessous du dessin les écrits de marque "PAC-MAN" et du copyright "BNEI" (pour "Bandaï Namco Entertainment, Inc."). L'avers contient tout autour du sceau public de Niue l'inscription "TWO DOLLARS" et le millésime 2020; circulairement, un fantôme, Pac-Man, deux Pac-dots et une Pac-gomme. Le tout pixelisé exactement comme dans le jeu vidéo d'origine. Le but étant de représenter l'infinité de la situation, le but du jeu, où chacun peut se faire poursuivre ou manger par l'autre.